# بختیاری (خاتم)
بختیاری، روستایی از توابع بخش چاهک شهرستان خاتم در استان یزد ایران است. این روستا در ۱۳ کیلومتری روستای چاهک و ۴۵ کیلومتری شهرستان خاتم، ۲۷۰ کیلومتری استان یزد واقع شده‌است. این روستا قبلاً از توابع بخش مشکان شهرستان نی‌ریز استان فارس بوده‌است که در تقسیمات جدید کشوری جزء استان یزد شده‌است.

## جمعیت
این روستا در دهستان چاهک قرار دارد و براساس سرشماری مرکز آمار ایران در سال ۱۳۸۵، جمعیت آن ۳۱۳ نفر (۷۸خانوار) بوده‌است.
- لر بختیاری

مناطق گردشگری استان یزد